# Nikolaj Ruzskij

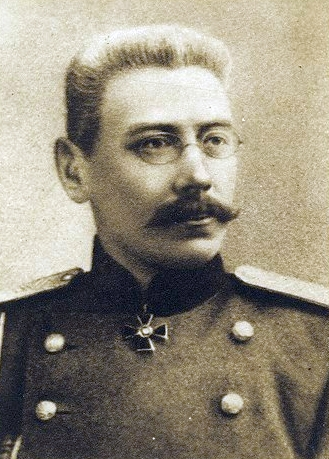
Nikolaj Ruzskij.

Nikolaj Vladimirovitj Ruzskij (ryska: Николай Владимирович Рузский), född 18 mars (gamla stilen: 6 mars) 1854, död 1 november 1918 i Pjatigorsk (mördad), var en rysk militär. 
Ruzskij inträdde 1870 i tjänst vid ett gardesgrenadjärregemente, blev 1872 officer och 1885 överste, 1896 generalmajor och 1903 generallöjtnant. Sin mesta tid tillbringade han i generalstabsbefattningar och var 1904 stabschef i Vilnius militärdistrikt, varifrån han följde sin chef, general Oskar Gripenberg, till krigsskådeplatsen och som stabschef vid andra armén. Ruzskij blev sedan chef för XXI armékåren, general av infanteriet och adjoint hos chefen för Kievs militärdistrikt. 
Under första världskriget förde Ruzskij först befälet över tredje ryska armén, som kämpade sig fram genom Galizien och slutligen hotade Kraków. Han var under tiden oktober 1914 till april 1915 högste befälhavare över "nordvästra fronten". Han avgick därefter på grund av olika meningsskiljaktigheter med högste befälhavaren. 
I augusti 1915 blev han högste befälhavare över "norra fronten", en post vilken lämnade i december samma år och blev medlem av riksrådet, men innehade under tiden augusti 1916 till maj 1917 åter den föregående posten. Sedan Aleksandr Kerenskij den 12 maj 1917 blivit krigsminister, tog Ruzskij, som inte ville finna sig i de nya förhållandena beträffande disciplinen inom armén, avsked. 
Ruzskij, som åtnjöt anseende som en av Rysslands mest framstående härförare, mördades 1918 av bolsjevikerna.